# Termistor
Un termistor es un tipo de resistencia (componente electrónico) cuyo valor varía en función de la temperatura de una forma más acusada que una resistencia común. Su funcionamiento se basa en la variación de la resistividad que presenta un semiconductor con la temperatura. Este componente se usa frecuentemente como sensor de temperatura o protector de circuitos contra excesos de corriente.
El término proviene del inglés thermistor, el cual es un acrónimo de las palabras  Thermally Sensitive Resistor  (resistencia sensible a la temperatura). 
Existen dos tipos fundamentales de termistores:
- Los que tienen un coeficiente de temperatura negativo (en inglés Negative Temperature Coefficient o NTC), los cuales decrementan su resistencia a medida que aumenta la temperatura.
- Los que tienen un coeficiente de temperatura positivo (en inglés Positive Temperature Coefficient o PTC), los cuales incrementan su resistencia a medida que aumenta la temperatura.

## Historia
El primer termistor NTC fue descubierto en 1833 por Michael Faraday, quien informó sobre el comportamiento semiconductor del sulfuro de plata. Faraday notó que la resistencia del sulfuro de plata disminuía rápidamente a medida que aumentaba la temperatura. (Esta fue también la primera observación documentada de un material semiconductor.)
Debido a que los primeros termistores eran difíciles de producir y las aplicaciones para la tecnología eran limitadas, la producción comercial de termistores no comenzó hasta la década de 1930. Samuel Ruben inventó un termistor comercialmente viable en 1930.

## Funcionamiento
El funcionamiento se basa en la variación de la resistencia del semiconductor debido al cambio de la temperatura ambiente, creando una variación en la concentración de portadores. Para los termistores NTC, al aumentar la temperatura, aumentará también la concentración de portadores, por lo que la resistencia será menor, de ahí que el coeficiente sea negativo. Para los termistores PTC, en el caso de un semiconductor con un dopado muy intenso, este adquirirá propiedades metálicas, tomando un coeficiente positivo en un margen de temperatura limitado. Usualmente, los termistores se fabrican a partir de óxidos semiconductores, tales como el óxido férrico, el óxido de níquel, o el óxido de cobalto.
Sin embargo, a diferencia de los sensores RTD, la variación de la resistencia con la temperatura no es lineal. Para un termistor NTC, la característica es exponencial [e^(1/x)]. Para pequeños incrementos de temperatura, se darán grandes incrementos de resistencia. Por ejemplo, el siguiente modelo caracteriza la relación entre la temperatura y la resistencia mediante dos parámetros:

{\displaystyle R_{T}=A\cdot e^{\frac {B}{T}}\,\!}

con 

{\displaystyle A=R_{0}\cdot e^{\frac {-B}{T_{0}}}\,\!}

siendo:
{\displaystyle R_{T}} es la resistencia del termistor NTC a la temperatura  T (K)
{\displaystyle R_{0}} es la resistencia del termistor NTC a la temperatura de referencia {\displaystyle T_{0}} (K)
A es una constante que depende del termistor NTC utilizado y que se debe de calcular. Se corresponde con la resistencia que presentaria el termistor a una temperatura infinita.
B es la llamada temperatura característica del material, su valor depende linealmente de la temperatura, aunque puede tomarse como constante dentro de un intervalo entre 2000 K y 5000 K.
Por analogía a los sensores RTD, podría definirse un coeficiente de temperatura equivalente {\displaystyle \alpha }, que para el modelo de dos parámetros quedaría:

{\displaystyle \alpha ={\frac {1}{R_{T}}}\cdot {\frac {dR_{T}}{dT}}=-{\frac {B}{T^{2}}}\,\!}

Puede observarse como el valor de este coeficiente varía con la temperatura. Por ejemplo, para un termistor NTC con B = 4000 K y T = 25 °C, se tendrá un coeficiente equivalente {\displaystyle \alpha } = -0.045 {\displaystyle K^{-1}}, que será diez veces superior a la sensibilidad de un sensor Pt100 con {\displaystyle \alpha } = 0.00385 {\displaystyle K^{-1}}.
El error de este modelo en el margen de 0 a 50 °C es del orden de ±0.5 °C. Existen modelos más sofisticados con más parámetros que dan un error de aproximación aún menor.
En la siguiente figura se muestra la relación tensión–corriente de un termistor NTC, en el que aparecen los efectos del autocalentamiento. 

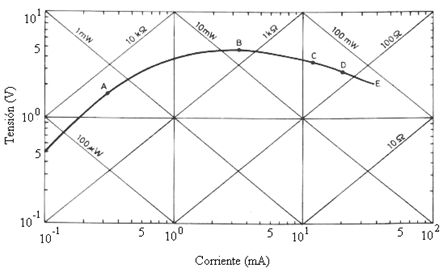
Autocalentamiento.

A partir del punto A, los efectos del autocalentamiento se hacen más evidentes. Un aumento de la corriente implicará una mayor potencia disipada en el termistor, aumentando la temperatura de este y disminuyendo su resistencia, dejando de aumentar la tensión que cae en el termistor. A partir del punto B, la pendiente pasa a ser negativa.

## Aplicaciones

### Termistores de coeficiente de temperatura negativo (NTC)
Algunas aplicaciones de estos componentes son:
- Como sensores de temperatura:
  - Detector de temperatura resistivo para mediciones de baja temperatura.
  - Sensores en aplicaciones de automoción para medir la temperatura del refrigerante del motor, la temperatura del habitáculo, la temperatura exterior o la temperatura del aceite del motor. Estas lecturas de temperatura con enviadas a la unidad de control de motor o al cuadro de instrumentos.
  - Sensor de los termostatos digitales.
- Limitadores de corriente de arranque: presentan una resistencia alta inicialmente, lo que evita que fluyan grandes corrientes al inicio. Luego se calientan y baja su resistencia para permitir un flujo de corriente más alto durante el funcionamiento normal. Estos termistores suelen ser mucho más grandes que los termistores usador como sensores y son diseñados específicamente para esta aplicación.[6]

### Termistores de coeficiente de temperatura positivo (PTC)
Algunas aplicaciones de estos componentes son:
- Protección contra condiciones de sobreintensidad de corriente (actuando como fusibles rearmables).
- Temporizador para la desmagnetización de las pantallas de tubo de rayos catódicos.
- Como la residencia calentador estufas eléctricas o planchas para el Cabello tipo pastillas cerámica.
- Regulador de corriente en las bujías de precalentamiento de los motores diésel.[7]

## Encapsulados de los termistores
Los termistores se comercializan en distintos formatos, como son los de agujero pasante (radial y axial), de montaje superficial o aéreos.

Tipos de termistores
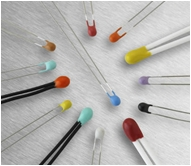
Termistor (tipo perla)
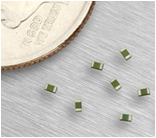
Termistor (tipo SMD)
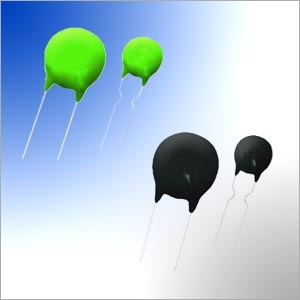
Termistor (tipo disco)
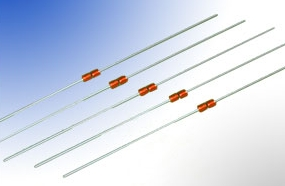
Termistor (axial)
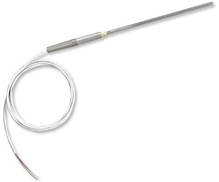
Sonda de medida

## Inconvenientes de los termistores
Para obtener una buena estabilidad en los termistores es necesario envejecerlos adecuadamente. Pero el principal inconveniente del termistor es su falta de linealidad.